# 프롱낮도마뱀붙이
프롱낮도마뱀붙이(Phelsuma pronki)는 위급한 주행성 도마뱀붙이류의 일종이다. 프롱낮은 마다가스카르 중부지역에 고유하며 심각한 서식지 손실, 국제 애완동물 시장에 납품하기 위한 밀렵으로 멸종 위기에 처해있다. 보통 우림에 서식하며, 나무에 거주하고, 주로 곤충과 꽃꿀을 먹는다.
종명 pronki 은 네덜란드의 박물학자 올라프 프롱크(:en:Olaf Pronk)를 기렸다.

## 형태
프롱낮은 낮도마뱀붙이류 중에 제일 작은 편이며, 꼬리까지 최대 11cm에 이른다. 몸은 회색을 띄며, 머리는 노란색이다. 주둥이에서 꼬리까지 네 개의 깔쭉깔쭉한 검은색 줄무늬가 나있다. 손발은 검은색 바탕에 회색 점무늬가 나있다. 노란색 눈가장자리무늬(eye ring)가 있다.

## 분포
프롱낮은 마다가스카르 중부, 안드라마시나(en:Andramasina) 근방의 고지대 우림에 서식한다.
프롱낮의 서식지는 비가 자주 내리며 굉장히 습하다. 계절에 따라 일교차가 크다. 추운 계절에는 온도는 밤에는 4–6 °C (39–43 °F)까지 떨어지지만, 낮에는 20 °C (68 °F) 이상 치솟는다.

## 습성
프롱낮은 다양한 곤충 따위의 무척추동물을 먹는다. 부드럽고 달달한 과일, 꽃가루, 꽃꿀도 먹는다.
암컷은 알을 느슨한 나무 껍질 밑에 붙인다.

## 사육
이 심각한 멸종위기에 처한 종은 여전히 밀렵되어 국제 애완동물 시장에 납품된다. 전문가가 번식시킬 수도 있다.
프롱낮은 식물이 무성하고 숨을 곳이 많은 큰 테라리움에서 쌍으로 키워야 한다. 빛을 쬘 수 있도록 광원을 설치하는 것도 중요하다. 온도는 낮에는 대략 29 °C (84 °F) 밤에는 20 °C (68 °F), 습도는 75-100 %를 유지해야 한다. 사육 시에는 귀뚜라미, 시판 과일 사료, 벌집나방 애벌레, 초파리, 밀웜, 집파리를 먹일 수 있다.

## 참고 문헌
- Henkel, Friedrich-Wilhelm; Schmidt, Wolfgang (1995). Amphibien und Reptilien Madagaskars, der Maskarenen, Seychellen und Komoren. 311 pp. Stuttgart: Ulmer. ISBN 3-8001-7323-9. (in German).
- McKeown, Sean (1993). The general care and maintenance of day geckos. Lakeside, California: Advanced Vivarium Systems.
- Rösler H (2000). "Kommentierte Liste der rezent, subrezent und fossil bekannten Geckotaxa (Reptilia: Gekkonomorpha)". Gekkota 2: 28-153. (Phelsuma pronki, p. 103). (in German).
- Seipp, Robert (1994). "Eine neue Art der Gattung Phelsuma Gray 1825 aus Zentral-Madagaskar (Reptilia: Sauria: Gekkonidae)". Senckenbergiana biologica, Frankfurt 74 (1–2): 193-197. (Phelsuma pronki, new species). (in German).